# Lucky loser
Lucky loser is een term uit de sportwereld die aangeeft dat een deelnemer die (of team dat) zich in eerste instantie niet wist te plaatsen via kwalificatiewedstrijden, toch mag meedoen aan het hoofdtoernooi.
Een sport waarbij dit regelmatig voorkomt is tennis. Voorafgaand aan ongeveer elk toernooi worden kwalificatiewedstrijden gespeeld. Voordat het hoofdtoernooi begint gebeurt het regelmatig dat een speler die automatisch voor het hoofdtoernooi is geplaatst, om een of andere reden niet mee kan doen. Bijvoorbeeld vanwege een blessure of ziekte. In dat geval wordt een extra speler uit het kwalificatietoernooi toegelaten tot het hoofdtoernooi, zodat het deelnemersveld weer compleet is; de "lucky loser". Welke speler dit is, kan op verschillende manieren worden bepaald.

## Tennis
In tennis zijn de volgende methoden gangbaar:
- van alle spelers die in de laatste kwalificatieronde zijn uitgeschakeld, is de lucky loser de degene met de hoogste plaats op de wereldranglijst.
- van alle spelers die in de laatste kwalificatieronde zijn uitgeschakeld, wordt de lucky loser geloot uit de vier spelers die het hoogst zijn genoteerd op de wereldranglijst.

In het begin was in het professionele tennis de eerste methode het meest gangbaar, sinds het begin van deze eeuw de tweede methode. Men is overgestapt op de tweede methode nadat van de eerste methode misbruik was gemaakt in 2005. Vlak voor de laatste kwalificatieronde voor Wimbledon was Justin Gimelstob die het hoogst was geplaatst op de ranglijst, enigszins geblesseerd. Hij wist dat als hij de wedstrijd zou verliezen hij toch door zou gaan naar het hoofdtoernooi als lucky loser. Daardoor gaf hij voor de laatste kwalificatiewedstrijd op, waardoor zijn tegenstander zonder te spelen doorging naar het hoofdtoernooi. Hijzelf ging door als lucky loser en door de extra rust die hij zichzelf had gegeven door de laatste kwalificatiewedstrijd niet te spelen, had hij geen last meer van zijn blessure en bereikte op die manier de derde ronde van het toernooi.

## Schansspringen
Bij het vierschansentoernooi doen aan elke wedstrijd 50 springers mee. Er worden 25 koppels gemaakt waarbij ieder een keer springt. De beste van deze twee kwalificeert zich voor de tweede ronde. Aan de 25 winnaars worden de vijf beste verliezers toegevoegd waarmee het aantal deelnemers voor de tweede ronde op 30 komt.

## Voetbal
Een goed voorbeeld van een "lucky loser" in het voetbal is het nationale team van Denemarken van 1992, dat zich niet plaatste voor de eindronde van het Europees kampioenschap voetbal 1992 in Zweden. Zij werden tweede in hun groep, achter Joegoslavië, maar door de oorlogen in Joegoslavië moest hun nationale team verstek laten gaan. Denemarken viel voor hen in en zij werden tot veler verbazing Europees kampioen.